# Boliviana de Aviación

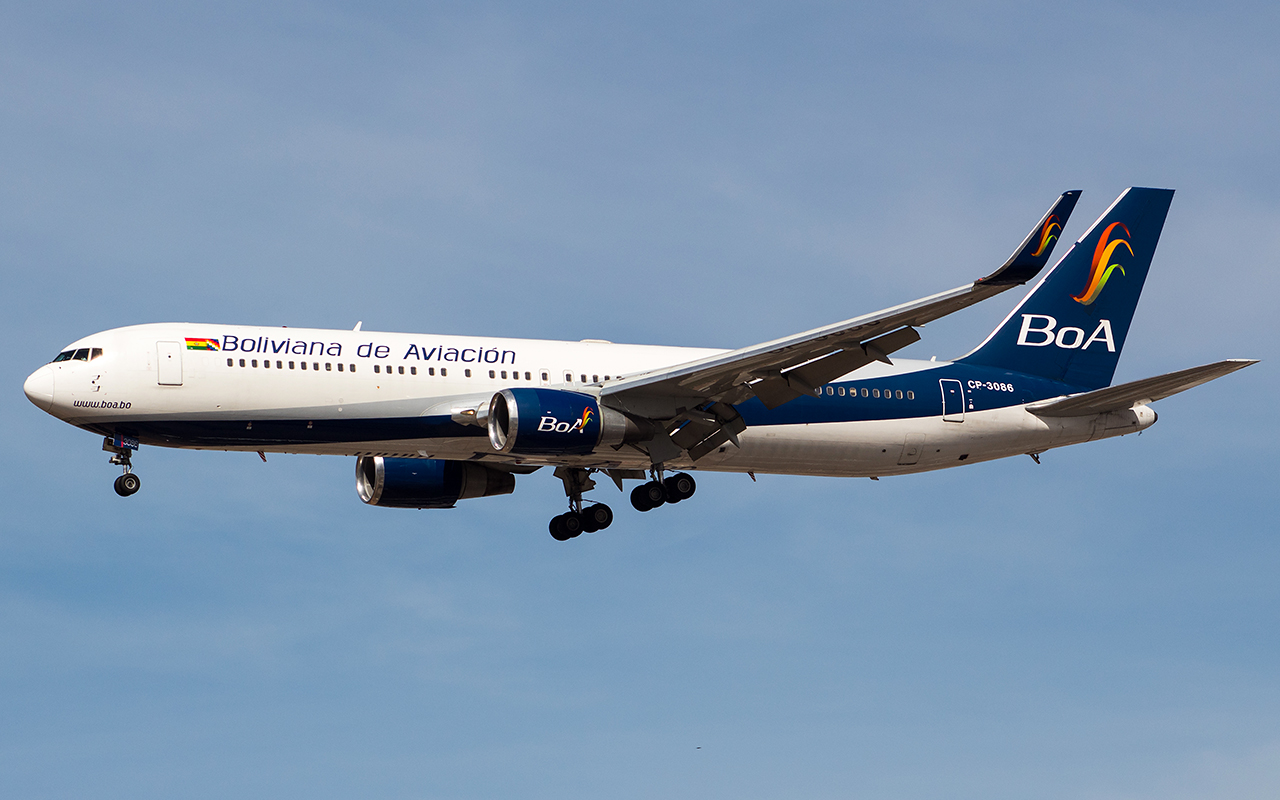
Boeing 767-3S1ER(WL) CP-3086 Boliviana de Aviación (BoA) Pousando no Aeroporto Internacional de São Paulo/Guarulhos – Governador André Franco Montoro - em São Paulo

Empresa Pública Nacional Estratégica Boliviana de Aviación, referida simplesmente como Boliviana de Aviación ou BoA, é a companhia aérea de bandeira da Bolívia e é de propriedade integral do governo do país. Foi fundada em outubro de 2007 e iniciou suas operações em março de 2009. A companhia aérea está sediada em Cochabamba, com seu principal hub no Aeroporto Internacional Jorge Wilstermann e hubs secundários no Aeroporto Internacional El Alto e no Aeroporto Internacional Viru Viru. A maioria dos voos internacionais, no entanto, incluindo serviços de longo curso para Madrid e Miami, operam a partir de Viru Viru em Santa Cruz de la Sierra devido à capacidade do aeroporto para operar aeronaves maiores. A Boliviana de Aviación voa atualmente para 13 destinos em 5 países e é a maior companhia aérea da Bolívia em termos de tamanho de frota e passageiros transportados.
A companhia aérea foi estabelecida como uma empresa estatal em 2007 sob o governo do presidente Evo Morales como a sucessora da Lloyd Aéreo Boliviano (LAB), que encerrou suas operações após 87 anos de operação contínua e em 2011, após o fim da segunda maior companhia aérea do país, a AeroSur, a Boliviana de Aviación expandiu sua rede para destinos internacionais e se tornou a única grande companhia aérea da Bolívia.
A Boliviana de Aviación anteriormente operava uma frota totalmente composta por aeronaves Boeing, que consistia em Boeing 737 e Boeing 767, e recentemente encomendou duas aeronaves regionais Bombardier CRJ200 para iniciar os serviços regionais sob a nova filial regional da companhia aérea, BoA Regional. A companhia aérea está passando por uma grande expansão, atualmente atualizando sua frota do Boeing 737 clássica para as novas aeronaves Boeing 737 Next Generation e planeja voar para novos destinos na América Latina e no Caribe.
Em novembro de 2014, a Boliviana de Aviación tornou-se membro pleno da Associação Internacional de Transportes Aéreos.

## Frota

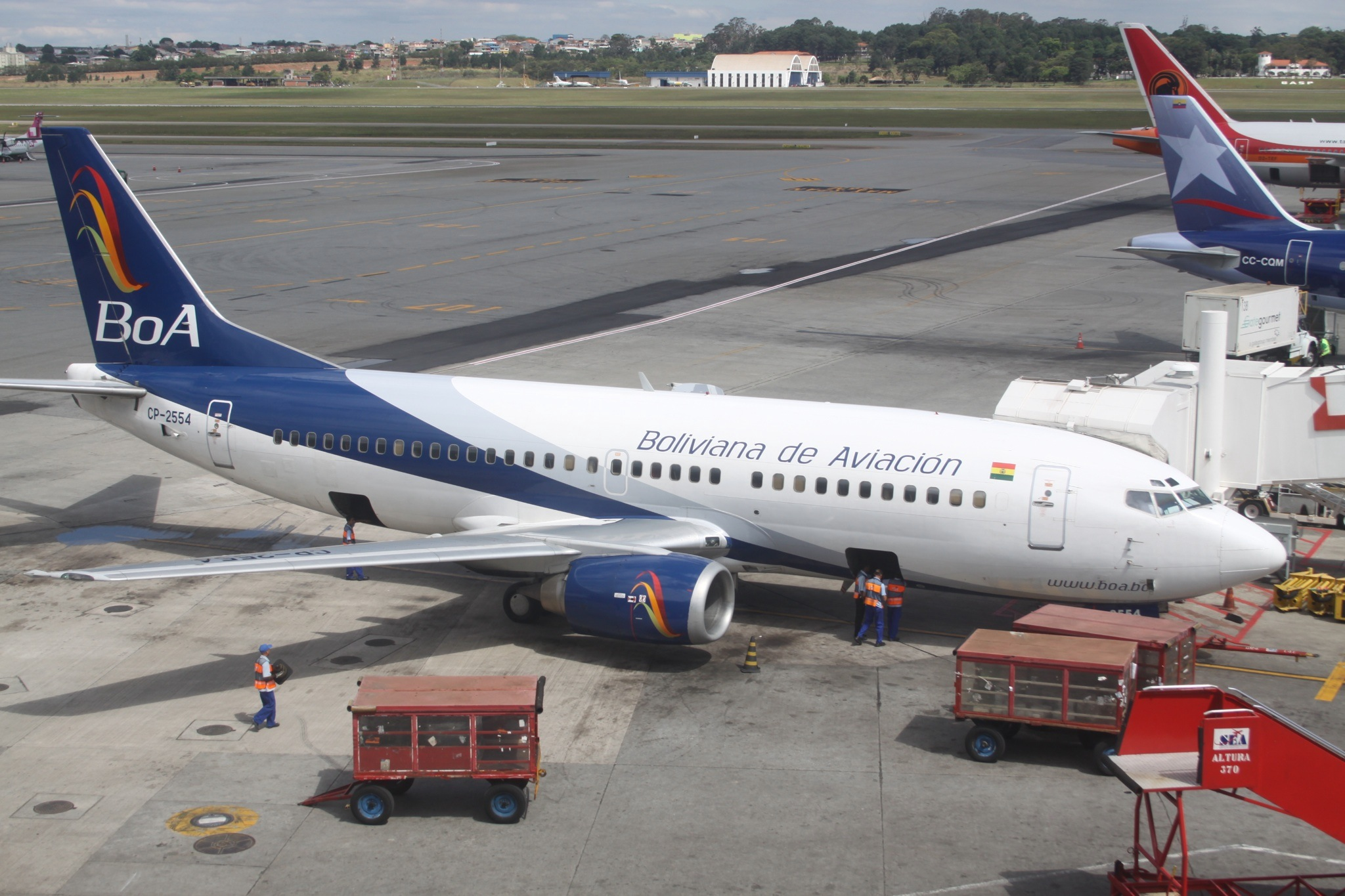
Boeing 737-300 da BoA no Aeroporto Internacional de São Paulo-Guarulhos

### Frota atual
A frota da Boliviana de Aviación inclui as seguintes aeronaves em Janeiro de 2024:
| Aeronave          | Em serviço | Pedidos | Notas |  |  |  |  |
| ----------------- | ---------- | ------- | ----- |  |  |  |  |
| Aeronave          | Em serviço | Pedidos | Notas |  |  |  |  |
| Airbus A330-300   | 3          | -       |       |  |  |  |  |
| Boieng 737-300    | 4          | -       |       |  |  |  |  |
| Boieng 737-700    | 4          | -       |       |  |  |  |  |
| Boieng 737-800    | 8          | -       |       |  |  |  |  |
| Bombardier CRJ200 | 2          | -       |       |  |  |  |  |
| Total             | 21         | -       |       |  |  |  |  |

### Frota anterior
Desde a sua criação, a Boliviana de Aviación operou as seguintes aeronaves:
| Aeronave         | Total | Introduzida em | Operada até | Notas                               |
| ---------------- | ----- | -------------- | ----------- | ----------------------------------- |
| Airbus A330-200  | 1     | 2012           | 2013        | Arrendada da Hi Fly                 |
| Boeing 737-500   | 1     | 2013           | 2015        |                                     |
| Boeing 767-200ER | 1     | 2013           | 2014        | Arrendada da Omni Air International |